# Châtillon-sur-Cher

Châtillon-sur-Cher este o comună în departamentul Loir-et-Cher, Franța. În 1 ianuarie 2022 avea o populație de 1.661 de locuitori.